# Смит, Фьямма
Фьямма Х. Смит Мини (исп. Fiamma G. Smith Mini; род. 23 апреля 1962) — гватемальская горнолыжница. Участница зимних Олимпийских игр 1988 года. Первая женщина, представлявшая Гватемалу на зимних Олимпийских играх.

## Биография
Фьямма Смит родилась 23 апреля 1962 года.
В 1988 году вошла в состав сборной Гватемалы на зимних Олимпийских играх в Калгари. В слаломе заняла 27-е место, показав по сумме двух заездов результат 2 минуты 45,50 секунды и уступив 1 минуту 8,81 секунды завоевавшей золото Френи Шнайдер из Швейцарии. В гигантском слаломе заняла последнее, 29-е место при 32 не завершивших соревнованиях, показав по сумме двух заездов результат 3.00,17 и уступив 53,68 секунды победительнице Френи Шнайдер из Швейцарии. В супергигантском слаломе не завершила выступление.
Смит стала первой женщиной, представлявшей Гватемалу на зимних Олимпийских играх.

## Семья
Отец — Дик Смит, американец, продюсер, режиссёр, актёр и переводчик пьес. Мать — Диалма Мини.
В семье также были братья Чесли и Кристиан и сестра Майя.